# Svjetionik Pomorac
Svjetionik Pomorac je svjetionik na Katalinića brijegu, u gradu Splitu.
Autori svjetionika su Ivan Carić i statičar-konstrukter Paško Kuzmanić (uz suradnju Bude Pervana)
Zajedno sa spomenikom neznanom pomorcu, svjetionik čini spomenički kompleks sa statusom zaštićenog kulturnog dobra.

## Vanjske poveznice
|  | Zajednički poslužitelj ima još gradiva o temi Svjetionik Pomorac |